# Święty Szymon (obraz El Greca)
Święty Szymon – obraz hiszpańskiego malarza pochodzenia greckiego Dominikosa Theotokopulosa, znanego jako El Greco.
Portret Szymona Apostoła należał do cyklu zwanego Apostolados. El Greco kilkakrotnie podjął się namalowania cyklu dwunastu portretów świętych i portretu Zbawiciela. Do dziś zachowały się w komplecie jedynie dwa zespoły; jeden znajduje się w zakrystii katedry w Toledo, a drugi w Museo del Greco.

## Historia
Seria Apostolados z Museo del Greco składała się w trzynastu wizerunków apostołów i Chrystusa, z wyjątkiem św. Mateusza (jego miejsce zajmuje św. Paweł). Sześciu z nich ma zwrócone głowy w prawo, kolejnych sześciu w lewo, w centrum znajdował się wizerunek Chrystusa Zbawiciela. Pochodzenie całej serii i historia ich pozyskania przez muzeum nie jest do końca jasna. Do niedawna sądzono, że pochodziły ze Szpitala Santiago de Toledo, do którego trafiły w roku 1848, po konfiskacie dóbr kościelnych. Stamtąd zostały przeniesione do kościoła w klasztorze św. Piotra z Werony (San Pedro Martir), a następnie do Regionalnego Muzeum założonego w klasztorze San Juan de los Reyes. W ostatnim czasie odkryto dokumentację, na podstawie której stwierdzono, że płótna nie należały do Szpitala Santiago de Toledo, ale do Przytułku dla biednych pw. św. Sebastiana (Asilo de Pobres de San Sebastián) założonego w 1834 roku. Obrazy zostały ofiarowane przytułkowi przez Marceliana Manuela Rodrigueza, proboszcza mozarabskiego kościoła św. Łukasza. W 1909 roku obrazy przeniesiono do utworzonego z inicjatywy markiza de la Vega Inclán muzeum i od tamtej pory należą do jego stałej kolekcji.

## Opis obrazu
Szymon został przedstawiony jako stary mężczyzna z siwą brodą, w niebieskiej tunice i w żółtym płaszczu. W dłoniach trzyma otwartą księgę na której skupia swoją uwagę. W obu wersjach toledańskich Szymon przedstawiony jest w 3/4 postaci; na pozostałych w półpostaci. We wszystkich portret wydaje się być szkicem, co można zauważyć w sposobie namalowania twarzy świętego (zwłaszcza w wersjach z Almadronez), czy w tunice z ledwo zaznaczonymi fałdami (w wersji z San Feliz).

## Inne wersje
- Święty Szymon – (1608–14)[1] (1605–10)[2], 100 × 76 cm, Katedra w Toledo – wizerunek świętego został przedstawiony tak samo jak ten z Museo del Greco.
- Święty Szymon – (1603–08)[1] (1610–1615)[2], 70 × 53 cm, Muzeum Sztuk Pięknych w Oviedo – wizerunek Filipa przedstawiony został od połowy. Na górze obrazu widnieje błędna inskrypcja S. Bartholome.
- Święty Szymon – (1610–14), 72 × 55 cm, Indianapolis Museum of Art (wersja Almadrones); wersja z Indianapolis należy do cyklu Apostolados pochodzących z kościoła Almadrones, małego miasteczka w hiszpańskiej prowincji Guadalajara. Podczas wojny domowej, świątynia uległa uszkodzeniu, natomiast dziewięć wizerunków świętych zostało ukrytych, a następnie sprzedanych i legalnie wywiezionych do Clowes Fundusz Collection. W 1958 roku obraz został podarowany do Indianapolis Museum of Art[3]